# Portraiture romaine

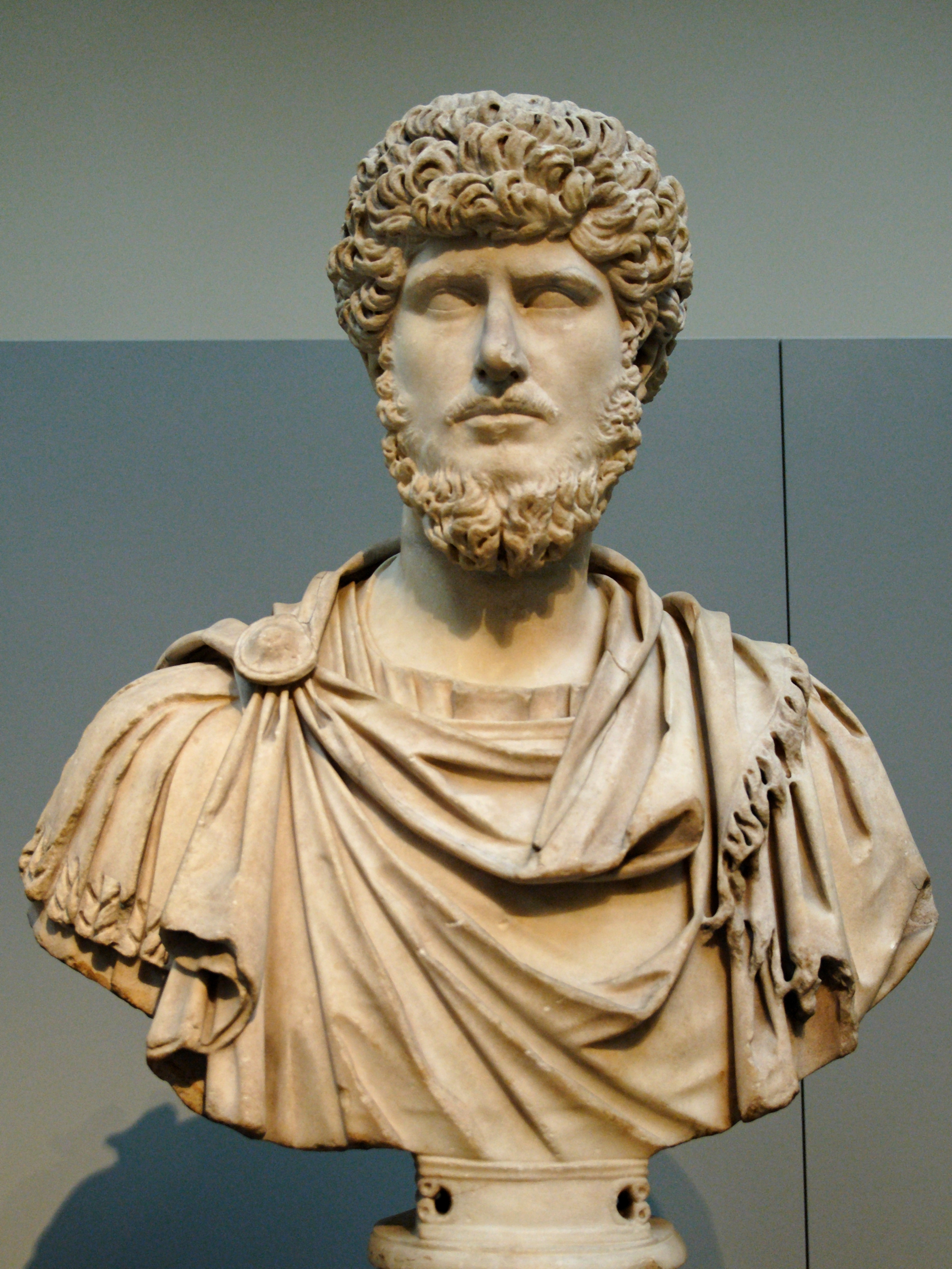
Portrait de Lucius Verus

La portraiture romaine est un moment important de l'art du portrait en Occident. Commençant dès les origines de Rome, elle perdure pendant près de cinq siècles. Le portrait romain se caractérise par un réalisme marqué. Certains bustes semblent même montrer des signes cliniques. Les images et les statues en marbre et en bronze ont survécu en petit nombre. Beaucoup de portraits romains sont directement liés à des personnes spécifiques, tels que les dieux et les empereurs, ou des particuliers.
La sculpture de portrait de l'époque républicaine a tendance à être un peu plus modeste, réaliste et naturelle par rapport aux œuvres du début de l'époque impériale. « Un patricien romain avec bustes de ses ancêtres » peut être considéré comme une œuvre caractéristique de cette époque (c. 30 av. J.-C.).
À l'époque impériale, bien qu'il existe souvent des représentations réalistes de l'anatomie humaine, la sculpture de portrait des empereurs romains est souvent utilisée à des fins de propagande et inclut des messages idéologiques dans la pose, l'équipement ou le costume du personnage. Comme la plupart des empereurs depuis Auguste sont divinisés, certaines images sont quelque peu idéalisées. Les Romains ont également représenté des guerriers et des aventures héroïques, dans l'esprit des Grecs qui les ont précédés.

## Idéologie

### Origines et fonctions religieuses

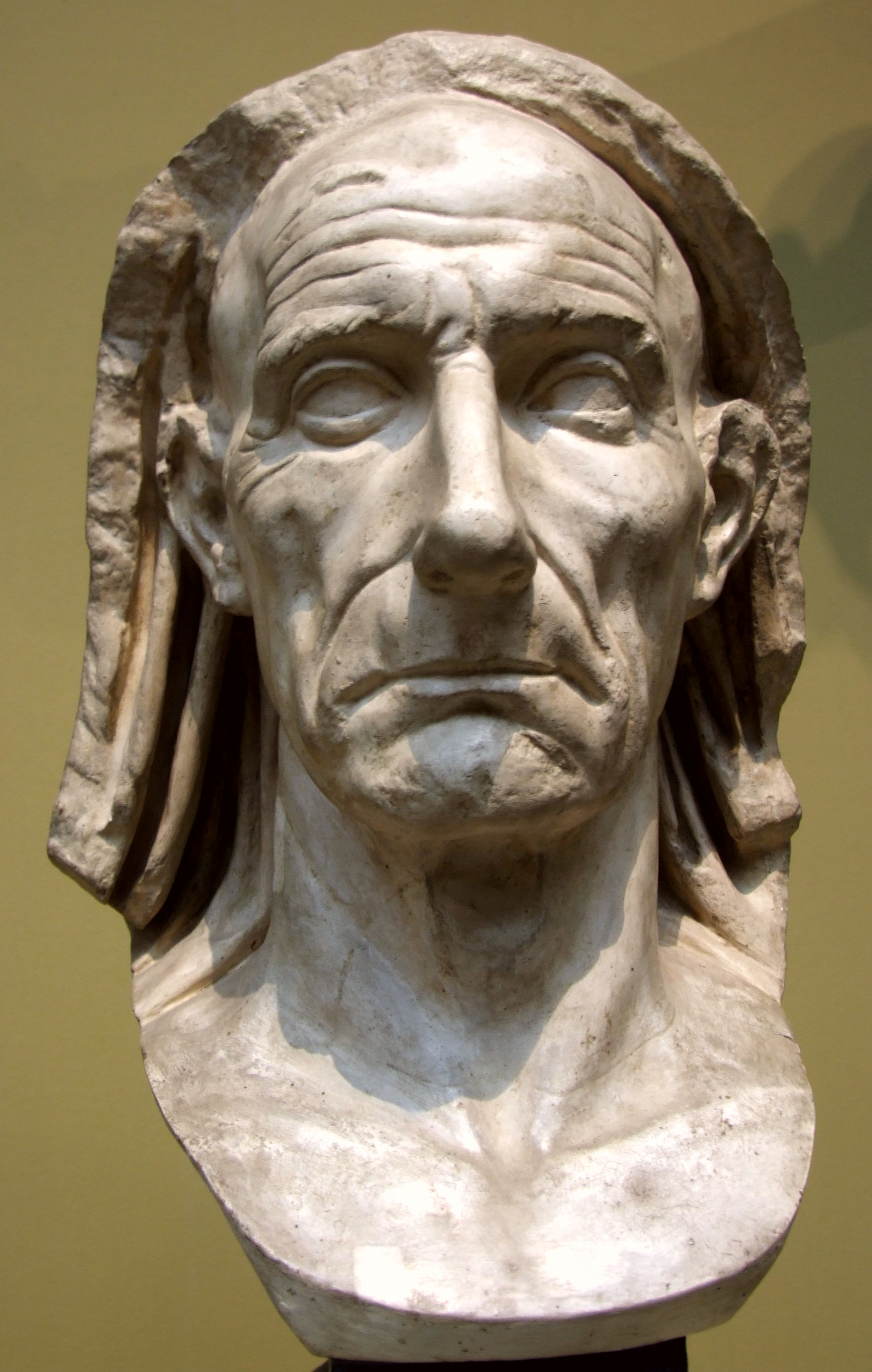
Buste vériste d'un vieil homme, la tête couverte (capite velato), prêtre ou pater familias (marbre, milieu du)

L'origine du réalisme des portraits romains s'explique peut-être, selon certains chercheurs, parce qu'ils évoluent à partir des masques mortuaires en cire. Ces masques mortuaires sont pris sur les corps et conservés dans un autel domestique. Outre la cire, les masques sont faits à partir de bronze, marbre et terre cuite. Les moules pour les masques sont saisis directement à partir de la personne décédée, offrant aux historiens une représentation précise des caractéristiques typiquement romaines.

### Politique
À l'époque de la République, des statues grandeur nature de responsables politiques et de commandants militaires sont souvent érigées dans les lieux publics. Un tel honneur est accordé par la décision du Sénat, en général en commémoration de victoires, de triomphes ou d'actions politiques importantes. Ces portraits sont généralement accompagnés d'une inscription dédicatoire. Si la personne qui a été honorée d'un portrait est ensuite reconnue coupable d'avoir commis un crime, le portrait sera détruit.

### Aspect social  et psychologique
Le développement du portrait romain est associé à un intérêt accru pour l'individu, avec l'expansion du cercle social dépeint. La structure artistique de nombreux portraits romains est fondée sur la transposition claire et rigoureuse des caractéristiques uniques du modèle, tout en conservant le style général très similaire. Contrairement aux anciens portraits grecs qui rivalisent d'idéalisation (les Grecs croient que l'homme bon doit être beau), la sculpture de portrait romain est beaucoup plus naturelle et est toujours considérée comme l'un des échantillons les plus réalistes du genre dans l'histoire de l'art. 

## Développement historique

### Période de l'Empire
Le portrait romain de l'époque impériale comprend des œuvres créées dans les provinces, combinant souvent les traditions grecques, romaines et locales, comme c'est le cas avec les portraits du Fayoum.

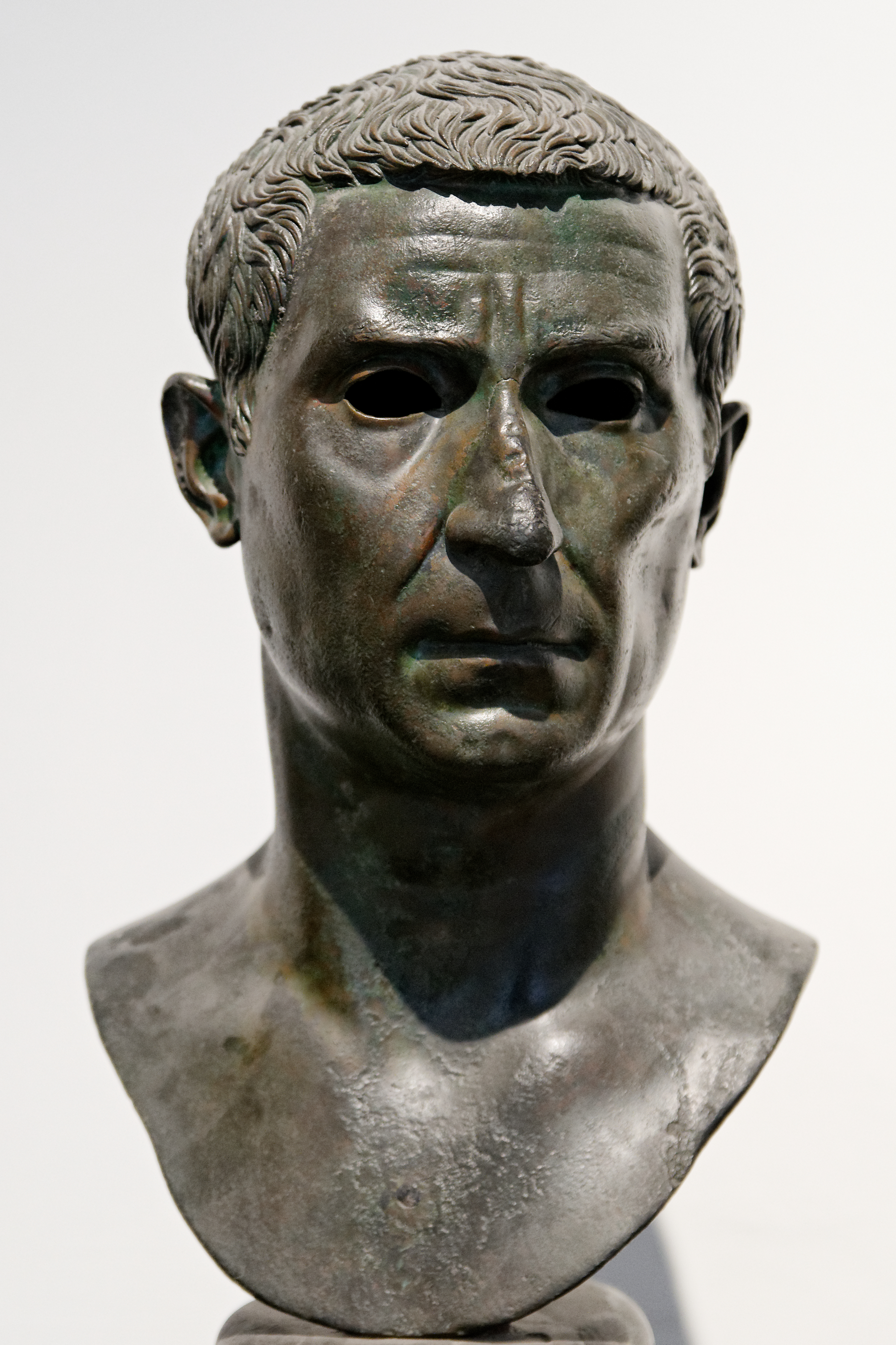
L. Calpurnius Piso Pontifex, fin du Ier siècle -début du Ier siècle
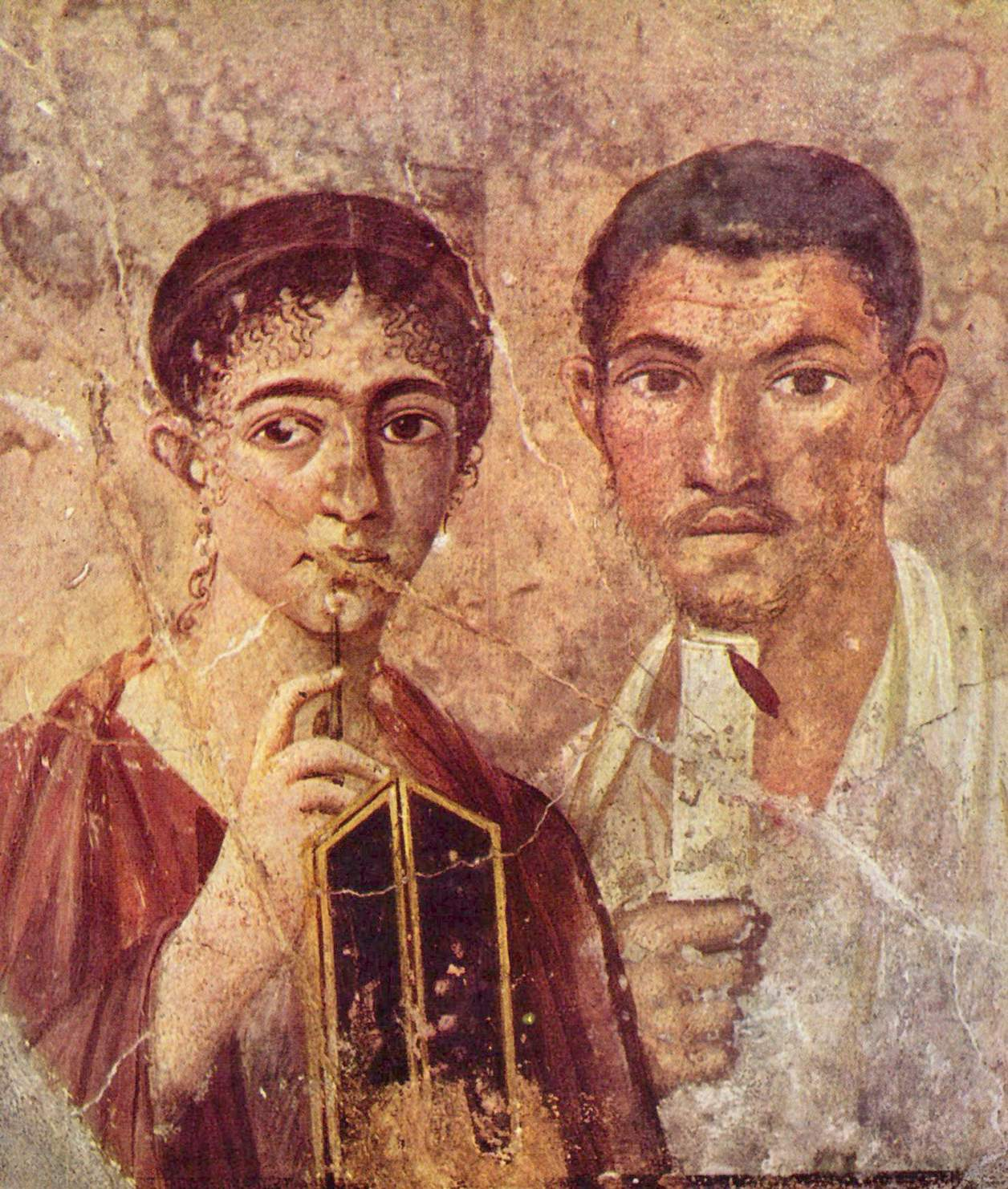
Mari et femme de Pompéi, 20–30 apr. J.-C.
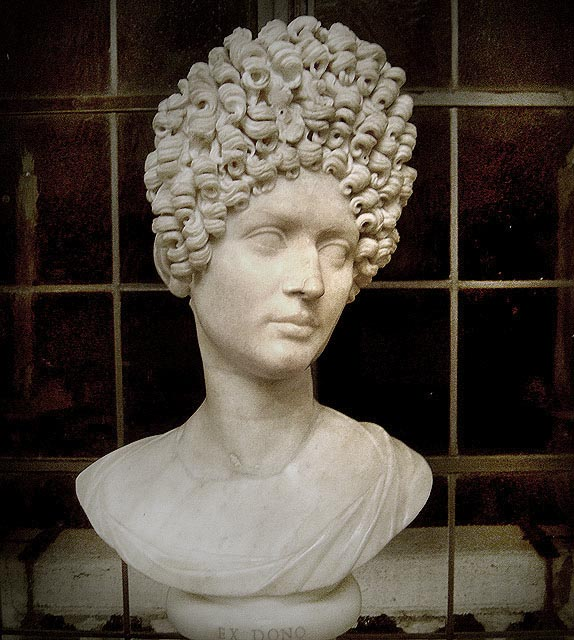
Jeune femme avec une coiffure de l'époque flavienne, années 80 – 90 AD
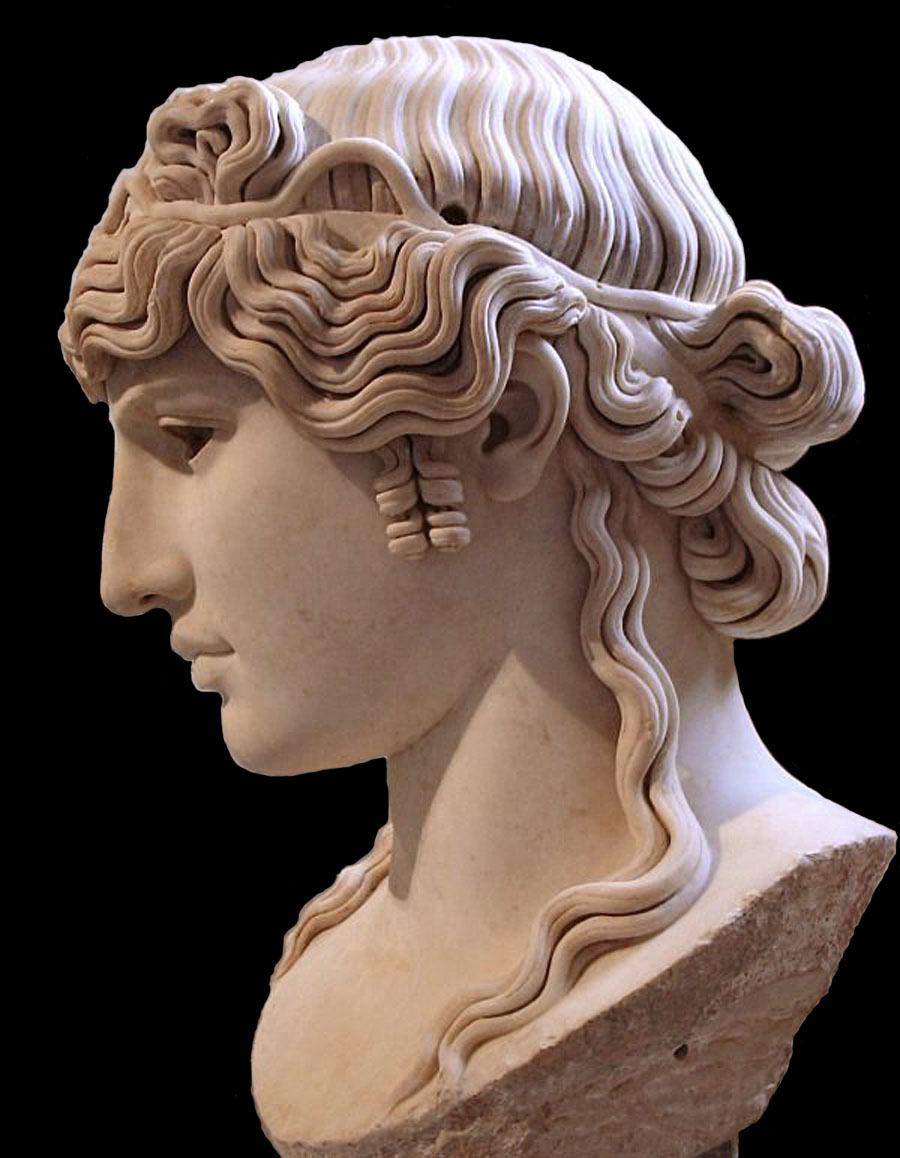
Antinous, ca. 130 AD
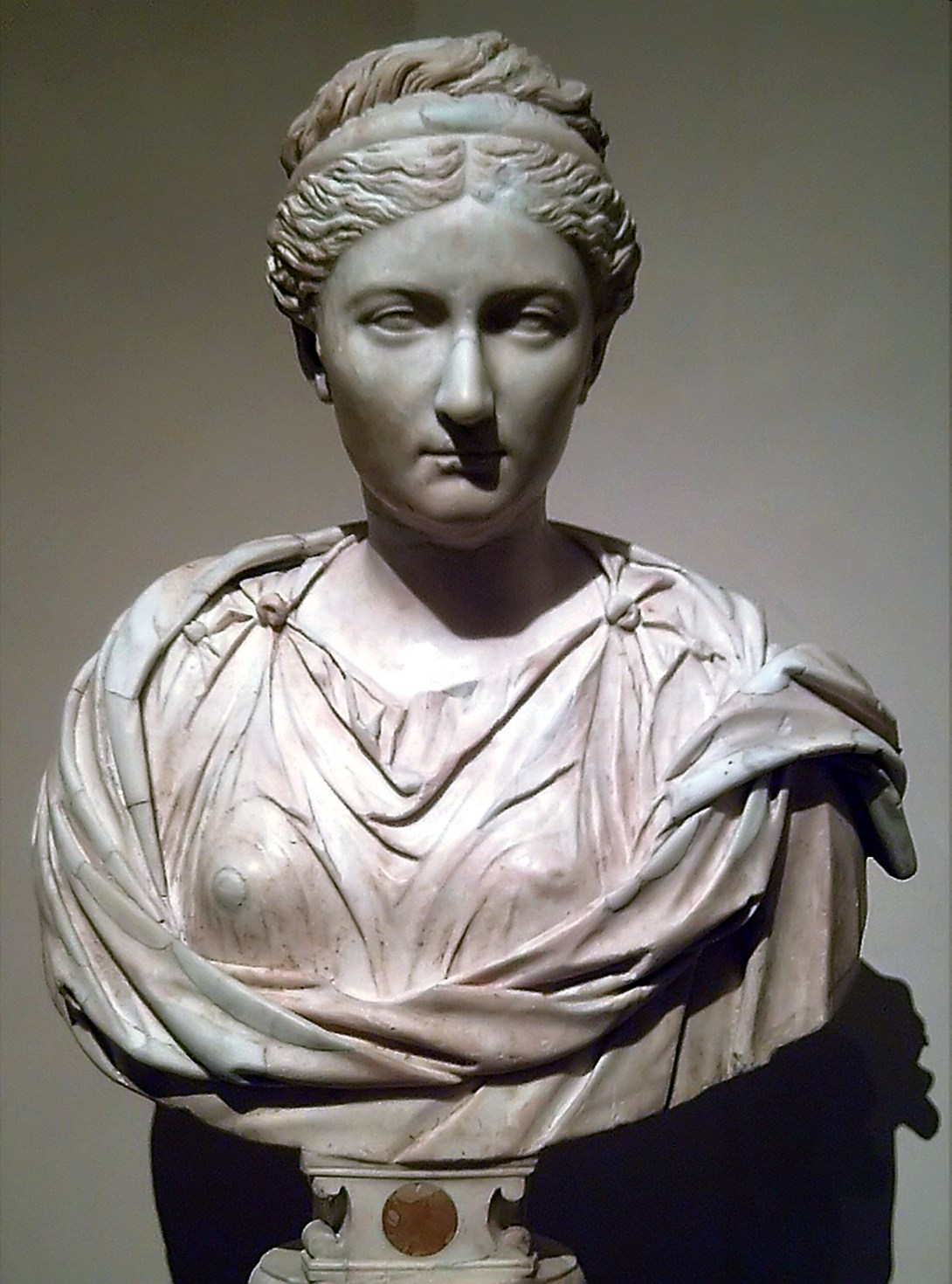
Vibia Sabina, ca. 130 apr. J.-C.
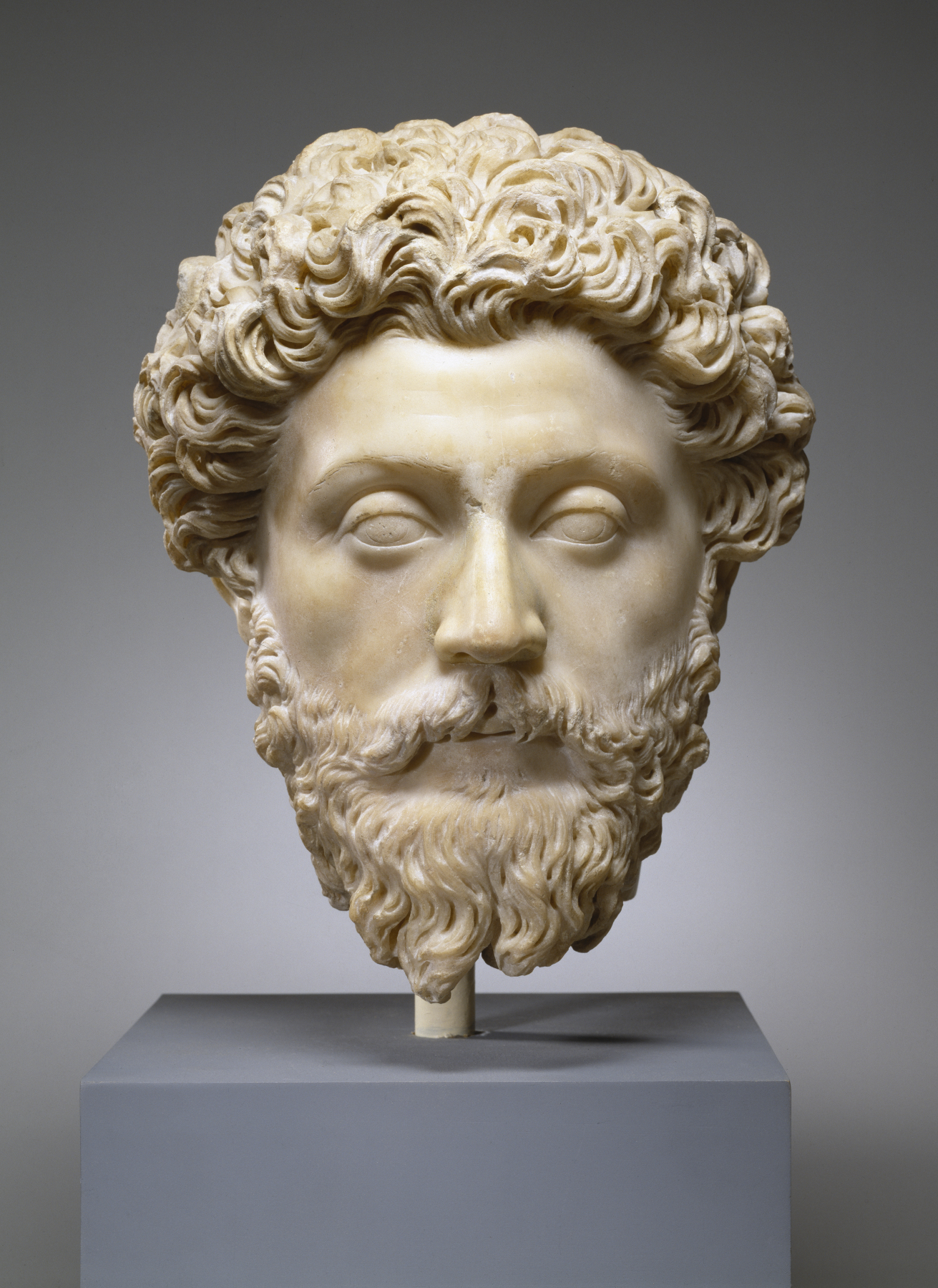
Marcus Aurelius, ca. 161-180 apr. J.-C. Walters Art Museum, Baltimore.
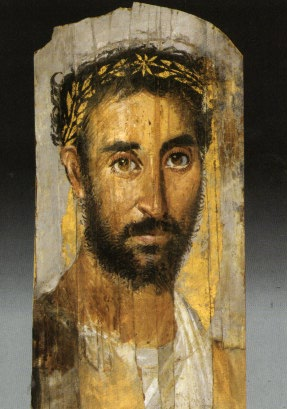
Portrait de momie de l'Égypte romaine, IIe – IIIe siècle.
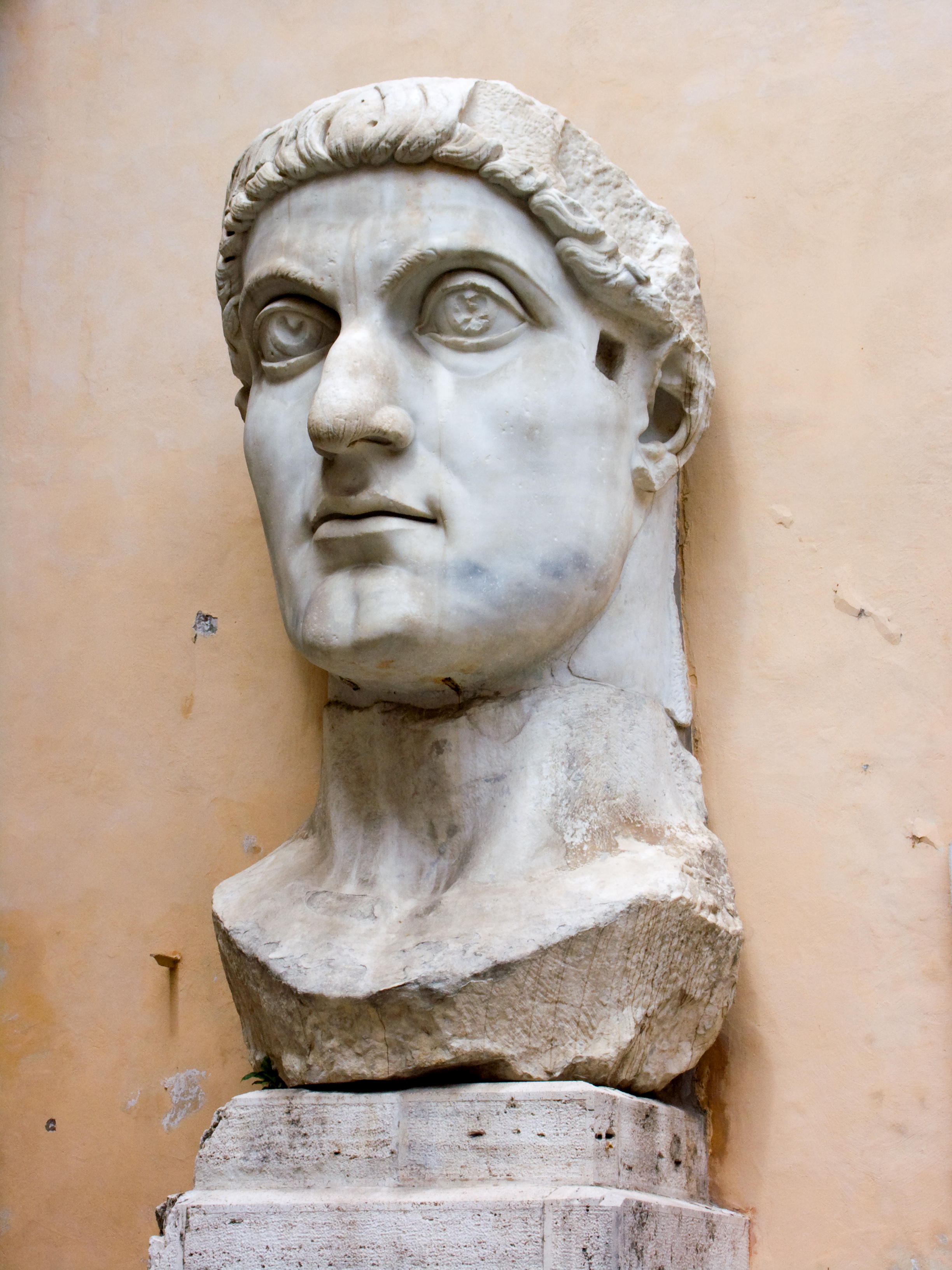
Colosse de Constantin, 312–315 apr. J.-C.

## Source de la traduction
- (en) Cet article est partiellement ou en totalité issu de l’article de Wikipédia en anglais intitulé « Roman portraiture » (voir la liste des auteurs).